# Perzanowo (gmina)
Perzanowo (od 1973 Czerwonka) – dawna gmina wiejska istniejąca do 1954 roku w woj. warszawskim (dzisiejsze woj. mazowieckie). Nazwa gminy pochodzi od wsi Perzanowo, lecz siedzibą władz gminy była Czerwonka.
19 maja?/31 maja 1870 z gminy Perzanowo wyłączono młyn Ołda i wójtostwo Różan, włączając je do gminy Sielc.
W okresie międzywojennym gmina Perzanowo należała do powiatu makowskiego w woj. warszawskim. 1 kwietnia 1939 do gminy Perzanowo przyłączono:
- gromadę Cieciórki z gminy Płoniawy,
- gromadę Tłuszcz z gminy Sielc.

Po wojnie gmina zachowała przynależność administracyjną. Według stanu z dnia 1 lipca 1952 roku gmina składała się z 27 gromad.
Jednostka została zniesiona 29 września 1954 roku wraz z reformą wprowadzającą gromady w miejsce gmin. Po reaktywowaniu gmin z dniem 1 stycznia 1973 roku gminy Perzanowo nie przywrócono, utworzono natomiast jej terytorialny odpowiednik, gminę Czerwonka.